# علي أصغر كوتكي (آبجدان)
علي أصغر كوتكي (بالفارسية: علی‌اصغر کوتکی) هي منطقة سكنية تقع في إيران في قسم آبجدان الريفي. يقدر عدد سكانها بـ 109 نسمة .